# Masna spektrometrija
Masna spektrometrija je analitična tehnika za identifikacijo kemične sestave snovi s pomočjo separacije plinastih ionov, ki jih analit oddaja, glede na razlike v njihovi masi in naboju.

## Zgodovina
Razvoj masnih spektrometrov se je začel proti koncu 19. stoletja. Takrat je Sir Joseph J. Thomson s pomočjo eksperimentov dokazal obstoj stabilnih (neradioaktivnih) izotopov. V zgodnjem 20. stoletju sta Francis W. Aston in Arthur J. Dempster dokazala, da obstaja mnogo izotopov, in podala meritve njihove količine in mase. V naslednjih letih se je masna spektrometrija razvila do te mere, da so jo uporabljali po laboratorijih po vsem svetu.
Na koncu II. svetovne vojne se je mdr. uporabila za obogatitev urana, ki so ga uporabili za neslavno atomsko bombo, prav tako pa so tehniko uporabljali raziskovalci fizike, kemije biologije in medicine.
Po II. svetovni vojni sta nastala dva pomembna masna analizatorja, analizator Time-Of-Flight (William E. Stephens) in kvadropolni analizator (W. Paul in G. Dehmelt). Masno spektrometrijo so takrat vedno pogosteje uporabljali tudi za analizo kompleksnih organskih molekul. Nadalje so masne spektrometre povezali s separacijskimi tehnikami, kot je npr. plinska kromatografija (R. S. Gohlke in F. W. McLafferty). Slednja kombinacija se še dandanes pogosto uporablja.

## Princip delovanja
Osnovni princip masne spektrometrije je:
1. Ustvarjanje ionov s pomočjo organskih ali anorganskih snovi,
2. separacija ionov glede na razmerje med njihovo maso (m) in nabojem (e) m/e
3. detekcija (kvalitativna - glede na njihov m/e in kvantitativna - njihova količina).

Analit lahko ioniziramo termično, z električnim poljem, ali pa z obstreljevanjem z energetskimi elektroni, ioni, fotoni, energetsko nevtralnimi atomi, ali težkimi skupki ionov. Ustvarjeni ioni so lahko posamezni ionizirani atomi, skupki atomov, molekule, delčki molekul, itd. Separiramo jih s pomočjo statičnih ali dinamičnih električnih ali magnetnih polij.
Analit torej ioniziramo s pomočjo ene od zgoraj omenjenih metod, in nastali pozitivni ioni se pospešijo pod vplivom magnetnega ali električnega polja. Naboj, ki ga prenašajo ioni na ploščo kolektorja, ustvari tok pri visoki upornosti med kolektorjem in referenčnim potencialom (zemlja). Ta signal nato ojačamo in posnamemo kot meritev intenzivnosti ionskega toka za vsako skenirano maso.
Matematični izraz za delitev mas lahko izpeljemo iz dveh enačb:
{\displaystyle Ee={\frac {1}{2}}mv^{2}}, ter
{\displaystyle Hev={\frac {mv^{2}}{R}}},
kjer je e naboj iona [C], m masa iona [kg], v je hitrost iona [m/s], R radij poti iona v magnetnem polju [m], E je potencial pospeška [m^2 s^-2] in H magnetna poljska jakost. Z eliminacijo hitrostnega člena dobimo:
{\displaystyle {\frac {m}{e}}={\frac {H^{2}R^{2}}{2E}}}.
Radij R je v nekaterih masnih spektrometrih fiksen, zato lahko različna razmerja m/e merimo s pomočjo spreminjanja jakosti magnetnega / električnega polja.
Rezultat masne spektrometrije je ponavadi predstavljen v obliki grafa, ki prikazuje relativno intenziteto. Na ordinati je označena relativna intenziteta - količina ionov, ki so se zaleteli v detektor, na abscisi pa je označeno razmerje m/e.